# Racó del Rovell
Racó del Rovell és un cap de vall petit i tancat del terme municipal de Monistrol de Calders, al Moianès.
Està situat a prop i al nord-est del poble, a la dreta de la riera de Sant Joan, al nord de la resclosa de Saladic i al sud-est i est del Serrat de la Rectora.